# Robot com a servei
Robot com a servei o robòtica com a servei (RaaS) és una unitat de computació en núvol que facilita la integració perfecta de robots i dispositius incrustats a l'entorn web i de computació en núvol. Pel que fa a l'arquitectura orientada a serveis (SOA), una unitat RaaS inclou serveis per a la realització de funcionalitats, un directori de serveis per a la descoberta i la publicació i clients de servei per a l'accés directe de l'usuari. La implementació actual de RaaS facilita les comunicacions SOAP i RESTful entre les unitats RaaS i les altres unitats de cloud computing. Hi ha suport de maquinari i estàndards disponibles per donar suport a la implementació de RaaS. El perfil de dispositius per a serveis web (DPWS) defineix les restriccions d'implementació per permetre la missatgeria, la descoberta, la descripció i l'esdeveniment segurs dels serveis web en dispositius amb recursos limitats entre serveis web i dispositius.
RaaS es pot considerar una unitat de l'Internet de les coses (IoT), Internet de les coses intel·ligents (IoIT) que s'ocupa de dispositius intel·ligents que tenen una capacitat informàtica adequada,  Sistema ciberfísic (CPS) que és una combinació d'un gran nucli computacional i de comunicació i elements físics que poden interactuar amb el món físic, i Sistema descentralitzat autònom (ADS) els components del qual estan dissenyats per funcionar de manera poc acoblada i les dades es comparteixen mitjançant un protocol orientat al contingut.
L'ús més comú del terme Robot as a Service (RaaS), és com a model financer per a la compra i l'ús d'un robot físic industrial o de servei. En un contracte de compra RaaS, el comprador paga per l'ús del dispositiu físic mitjançant un contracte basat en una subscripció. RaaS es diferencia d'un contracte d'arrendament en què el fabricant original continua sent propietari del dispositiu robòtic físic i porta la màquina com a actiu en els seus llibres. RaaS s'està convertint en popular per a molts proveïdors d'equips de robòtica, ja que el comprador pot comprar l'equip mitjançant pressupostos de despeses operatives en lloc d'una despesa de capital. El contracte de servei per a RaaS requereix que el fabricant original actualitzi i mantingui el robot en bon estat de funcionament durant tota la vida del contracte. Totes les peces i mà d'obra per al manteniment preventiu també s'inclouen al contracte RaaS. El fabricant original pot canviar el robot físic per una altra màquina equivalent en qualsevol moment. A més, el fabricant original pot proporcionar un servei remot, a través de la web, per supervisar, seleccionar i reparar de forma remota o recuperar el sistema. RaaS pren el seu nom del model de negoci de programari com a servei (SaaS), popularitzat al mercat del programari empresarial.

## Història
El disseny inicial i la implementació de l'aplicació de la informàtica orientada a serveis en sistemes i robots encastats es va presentar a la 49a reunió dels grups de treball IFIP 10.4 el febrer de 2006. En el disseny inicial, un robot és el client de servei que busca el registre de serveis i consumeix serveis web en llocs remots. Evolucionat a partir d'un robot orientat al servei, Robot as a Service és una unitat SOA tot en un, és a dir, la unitat inclou serveis per realitzar funcionalitats, directori de serveis per a la descoberta i publicació i aplicacions per a l'accés directe del client. Aquest disseny tot en un ofereix a la unitat del robot eines i capacitat per ser una unitat de núvol autònoma a l'entorn de computació en núvol. Basant-se en conceptes de RaaS, s'ha desenvolupat un entorn de llenguatge de programació visual IoT/Robotics (VIPLE).

## Arquitectura RaaS
RaaS segueix SOA i és una unitat de computació en núvol. Una unitat RaaS actua com a proveïdor de serveis, agent de serveis i com a client de serveis:
1. Una unitat de núvol RaaS és un proveïdor de serveis: cada unitat allotja un repositori de serveis precarregats. Un desenvolupador o un client pot implementar nous serveis en un robot o eliminar-ne el servei. Aquest robot pot utilitzar els serveis i també es poden compartir amb altres robots.
2. Un núvol RaaS conté un conjunt d'aplicacions desplegades: un desenvolupador o client pot compondre una nova aplicació (funcionalitat) en funció dels serveis disponibles a la unitat i fora de la unitat.
3. Una unitat RaaS és un corredor de serveis: un client pot buscar els serveis i aplicacions disponibles al directori de la unitat. Un client pot cercar i descobrir les aplicacions i serveis desplegats al robot navegant pel directori. Els serveis i aplicacions es poden organitzar en una jerarquia de classes per facilitar el descobriment.

Els components principals d'una unitat RaaS i aplicacions i serveis típics desplegats. Les unitats RaaS estan dissenyades per a l'entorn de cloud computing. Els serveis de RaaS es comunicaran amb els controladors i altres components del sistema operatiu, que es comuniquen encara més amb els dispositius i altres components de maquinari. Les unitats RaaS es poden comunicar directament entre elles mitjançant Wi-Fi, si la infraestructura sense fil està disponible o mitjançant una xarxa sense fil ad hoc en cas contrari. La comunicació entre RaaS i altres serveis al núvol es fa mitjançant la interfície de servei estàndard WSDL habilitat per DPWS o el servei RESTful en general HTTP.
S'han implementat uns quants prototips de RaaS, que inclouen tant interfície web com dispositius físics.
La fiabilitat, incloses la fiabilitat i la seguretat, són fonamentals en el disseny de RaaS. Les unitats RaaS col·laboradores es poden programar per a una execució redundant, fent una còpia de seguretat de les operacions de les altres. El disseny redundant també pot abordar l'atac a nivell d'instrucció, com ara la injecció de codi i els atacs de programació orientada a retorn (ROP). Com que les unitats RaaS redundants són independents les unes de les altres, és probable que la programació de gadgets a nivell d'instrucció generi diferents seqüències en diferents dispositius. Aquestes diferències de comportament es poden detectar mitjançant la col·laboració entre les unitats RaaS. El principal repte en el disseny de RaaS és fer front a la diversitat de xarxes, aplicacions i entorns o usuaris finals. A la informàtica en núvol, els protocols de xarxa i de comunicació es limiten a uns quants estàndards com l'arquitectura WSDL, SOAP, HTTP i RESTful. En els estàndards RaaS, HTTP, SOAP i WSDL i les aplicacions de robòtica són les principals consideracions de disseny.

## Aplicacions
RaaS es pot utilitzar a qualsevol lloc on s'utilitzi SOA, cloud computing, IoT, CPS i ADS. Una de l'aplicació en l'ensenyament de la informàtica. RaaS utilitza serveis existents per compondre diferents aplicacions a nivell de flux de treball, que redueixen significativament la corba d'aprenentatge de la programació de robòtica.